# München – Geheimnisse einer Stadt
München – Geheimnisse einer Stadt ist ein Filmessay aus dem Jahr 2000. Regisseur Dominik Graf arbeitete dafür mit dem Filmkritiker Michael Althen zusammen.

## Gliederung
Der zweistündige Kinofilm ist in fünf Kapitel gegliedert, denen jeweils Zwischentitel vorangestellt sind:
- Der warme Kern
- Der dunkle Partner
- Der Roman der Blicke
- Das goldene Gesicht
- Die blassen Schatten

Die Ende Mai 2012 erschienene DVD-Fassung beinhaltet ebenfalls diese Zwischentitel. Zusätzlich ist der Film über das DVD-Menü nun in 31 kurze, ebenfalls benannte Kapitel eingeteilt.

## Handlung
Der Film ist eine Collage aus zeitgenössischen Dokumentaraufnahmen, Archivmaterial des Bayerischen Rundfunks und fiktiven Szenen. Beispiele für Dokumentaraufnahmen sind die mit historischem Filmmaterial zusammengeschnitten Bilder des aufgelassenen, überwucherten Floriansmühlbades und die vom Stachus aus gefilmte Sonnenfinsternis. Beispiele für fiktive Erzählungen (in Form eines Fotoromans) sind die von zwei Männern, die in der Vergangenheit, ohne voneinander zu wissen, gleichzeitig dieselbe Freundin hatten und die nun gemeinsam nachts in deren Haus einsteigen. Eine andere erzählt von einem jungen Mann und einer jungen Frau auf einem Popkonzert 1975, die zwar füreinander bestimmt waren, sich aber durch einen Zufall niemals sahen. Ebenfalls gestellt, aber als Zeitdokument anzusehen, sind die 1933 aufgenommenen Fotos Josef Breitenbachs von Fräulein Greno und Dr. Riegler. Breitenbach hatte damals vorgegeben, eine unbekannte Frau von der Straße in seine Wohnung gebeten zu haben und diese sei bereit gewesen, sich nackt fotografieren zu lassen. Tatsächlich war Fräulein Greno die Freundin Breitenbachs und Dr. Riegler ein befreundeter Simplicissimus-Redakteur. Auch in den anderen, für den Film gedrehten, fiktiven Passagen führen die Schauspieler keine Dialoge, die Handlung wird dafür von Sprechern kommentiert und erklärt. Selbst für den alten blinden „Erzähler“, der schon ganz zu Beginn in einer Straßenszene erscheint und fortan an einem Fenster stehend den Film begleitet, fungiert ein Sprecher als „innere Stimme“. Die schon am ersten Tag gedrehten Aufnahmen mit der Sonnenfinsternis erscheinen in der fertig geschnittenen Fassung erst am Ende.
Eine wichtige Rolle nehmen Stadtmodelle ein, die aufwendig durch Kamerafahrten inszeniert werden: Es sind einerseits naiv anmutende, mit Figuren belebte bunte Nachbildungen, aber auch das Modell des Johann Baptist Seitz aus dem 19. Jahrhundert oder Konzepte der Nationalsozialisten für den Umbau Münchens. Ein Abschnitt widmet sich futuristischen Stadtkonzepten aus den 1970er Jahren. Der kurze Filmausschnitt mit skandierender Menschenmenge mit Blick auf das BMW-Hochhaus stammt aus dem Science-Fiction-Film Rollerball, der auf dem Olympiagelände gedreht wurde.
Sprecher sind Rolf Boysen, Jeanette Hain und Dominik Graf.

Einer der Zwischentitel
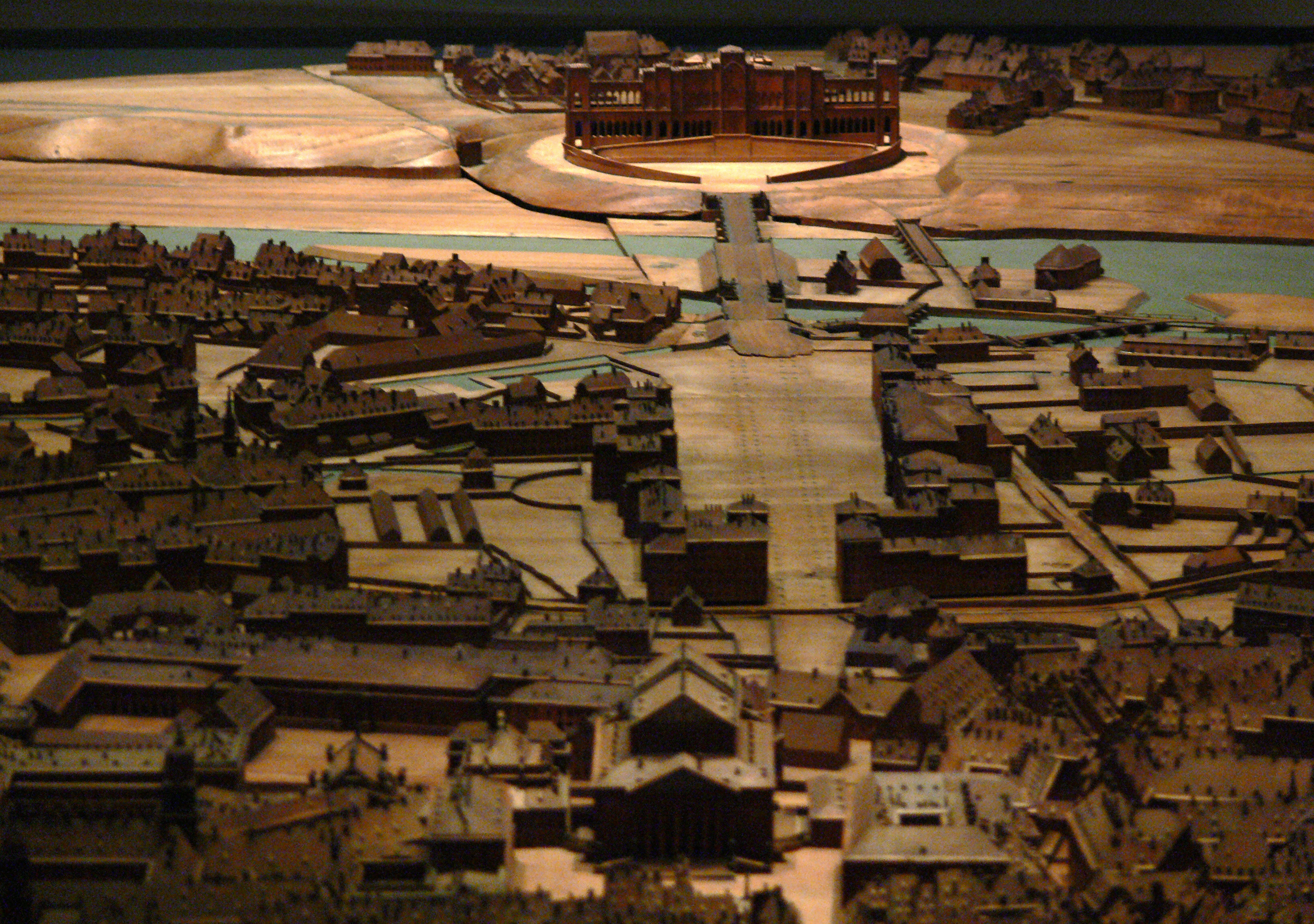
Das Stadtmodell des Johann Baptist Seitz (Detail)

### Zitate aus dem Film
Noch vor Beginn des ersten Kapitels erklärt einer der Sprecher:
Dies ist München, aber es könnte auch jede andere Stadt sein, die groß genug ist zu zeigen, wie die Lebensgeschichte jedes Einzelnen verstrickt ist in die Geschichte eines Ortes, wie sich das Persönliche und das Anonyme dort ineinanderschieben und ergänzen und wie die Tausenden von Geschichten auch so etwas wie eine Biografie dieser Stadt ergeben. Ob man will oder nicht, so trägt jeder seine eigene innere Stadt in sich und wie beim Baum würde ein Schnitt Altersringe sichtbar machen, die sozusagen abbilden, wie die Stadt in uns allen wächst oder andersherum: wie man selbst in die Stadt hineinwächst.
Nach den Bildern der Sonnenfinsternis schließt der Film mit:
Es heißt, dass bei einer Sonnenfinsternis alle Gefühle stillstehen. Vielleicht ist das also der Moment, wo Vergangenheit und Zukunft in eins fallen, wo all das Sehnen, aber auch all das Erinnern für einen Moment Ruhe hat, wo die ganze Stadt für einen Moment mit sich im Reinen ist und wir mit ihr. So soll es sein.

## Filmmusik
Die Musik stammt von Dominik Graf und Helmut Spanner, Florian van Volxem, Sven Rossenbach, Max Fellmann, Dieter Schleip, Sergej Rachmaninow (Die Toteninsel), Camille Saint-Saëns (Orgel Symphonie) und Liesl Karlstadt (Liesl Karlstadt singt Chinesisch).

## Entstehung und erstmalige Aufführung
Drehbeginn war am 11. August 1999, dem Tag der Sonnenfinsternis, abgeschlossen waren die Dreharbeiten am 4. Februar 2000. Damals lautete der Arbeitstitel noch München – eine Stadt und ihr Schatten. Den Schnitt übernahmen Althen und Graf gemeinsam, der fertige Film entstand schließlich aus knapp 100 Stunden Material. Zuerst aufgeführt wurde der Film beim Filmfest München im Jahr 2000.

## Vorgeschichte und Hintergrund
In einem Interview mit dem Tagesspiegel sagen Althen und Graf, dass die erste Idee schon aus dem Jahr 1990 stammt. In einem damaligen Interview sei es um die Frage gegangen, weshalb München, und deutsche Städte allgemein, so wenig in deutschen Filmen vorkämen.
Zitate:
Althen: Am Anfang war es nur ein Gefühl. Man sieht in manchen Filmen, zum Beispiel von Antonioni, atemberaubende Stadtansichten, wo die Stadt mehr ist als nur Kulisse - Momente, die wir verlängern wollten. Es war klar, dass es um die Idee einer Stadt geht. Um das Porträt einer erträumten Stadt.
Graf: In der Literatur gibt es diese Verbindung von Topografie und Emotion, zum Beispiel bei Marcel Proust. Oder bei Patrick Modiano, der verschollenen Biografien anhand von verschollenen Orten nachgeht. Im Film gibt es nahezu keine Vorbilder.
Der Film verzichtet bewusst auf die bekannten Münchner Sehenswürdigkeiten wie das Hofbräuhaus oder die Frauenkirche und widmet sich der Peripherie und den Vororten, da dies die Stätten seien, wo sich München neu erfinde.

## Kritiken
- Das Lexikon des internationalen Films schreibt:

Eine Collage aus Erinnerungen, fiktiven Geschichten, Biografien, Träumen und verpassten Gelegenheiten, die in ihrer Gesamtheit die Idee von München darstellen, wobei nicht das Stadtbild im Zentrum des Films steht, sondern die Menschen, die sie prägen, beleben und verlassen. Kein Dokumentarfilm über München, sondern ein – bisweilen arg wortlastiger – fiktiver Film über eine fiktive Stadt, die sich in den Köpfen der beiden Filmemacher zu München zusammenfügt.
- Eine Kritik von Guntram Vogt und Philipp Sanke:

Es sind die immer wieder genannten Rätsel und Heimlichkeiten der Großstadt, ihre Geheimnisse, deren Reize Filmemacher und Publikum stets aufs Neue in Bewegung setzen. Genau um die Jahrtausendwende 1999/2000 haben Michael Althen und Dominik Graf einen Essay-Film mit diesem suggestiven Titel gedreht – MÜNCHEN – GEHEIMNISSE EINER STADT: (Erstaufführung Juni 2000 Filmfest München). Es ist ein besonders interessantes Beispiel dafür, wie nach einem runden Jahrhundert kinematographischer Stadt-Erfindungen so etwas wie eine Zwischensumme aus dem schier unübersehbaren Erfahrungen mit diesem Stoff, Sujet oder Thema gezogen werden kann.
- Eine negative Kritik von Thomas Willmann (Auszug):

… mal auch bei THE MATRIX oder THE WORLD IS NOT ENOUGH abgestaubt. Nie aber einfach in München abgeholt. Da müsste man ja mal richtig hingucken. Und nicht davon ausgehen, dass immer „alle“ und „jeder“ (so ziemlich die häufigsten Wörter des Films) alles genauso sehen muss wie Herr Althen, dass „keiner“ und „niemand“ da was anderes empfindet. Irgendwie wundert‘s einem gar nicht so, dass in der Mitte des Films erzählt wird, dass Nazi-Architektur nun sooooo schlecht auch wieder nicht ist – es weht dauernd ein latenter Hauch des Totalisierens durch dieses Werk.
- Filmkritik von Patrick Wellinski anlässlich der DVD-Veröffentlichung (Auszug):

[…] Die Fülle des Materials reicht von Fotos, Archivaufnahmen über Spielfilmszenen, Animationen bis hin zu künstlichen Kulissen. Graf und Althen behalten stets den Überblick. Kein Bild zu viel, kein Wort zu wenig. Damit erreicht ihre Arbeit die Qualität eines Chris Markers, dem vielleicht besten Essayfilmer überhaupt. MÜNCHEN – GEHEIMNISSE EINER STADT bewegt sich spiralförmig durch sein Material. Seine Chronologie ist weniger der fiktive Lebenslaufs des anonymen, männlichen Protagonisten an dem sich die einzelnen Episoden grob orientieren, als vielmehr die Topographie der Stadt selbst. Und das meint in diese Fall nicht nur das gegenwärtige München, sondern umschliesst die Vergangenheit der Stadt im gleichen Maße wie ihre Zukunft. Der Film entstand kurz vor der Jahrtausendwende. Obwohl zwölf Jahre vergangen sind, behält er etwas sehr Drängendes, fast schon Aktuelles. Das liegt auch an dem hypnotischen Off-Kommentar den Dominik Graf langsam und eindringlich über die Bilder spricht und der schon sehr bald ein Eigenleben entwickelt. […] Natürlich erblüht die volle Weisheit des Textes erst in seiner Konfrontation mit den Bildern, die angesichts der Einfühlsamkeit eines Michael Althen (der den Text zwar nicht allein verfasst aber entscheiden geprägt haben muss) sich stillschweigend fügen und nach Belieben umdeuten lassen. […]

## DVD
- Michael Althen, Dominik Graf: München – Geheimnisse einer Stadt, absolut medien GmbH 2012, ISBN 978-3-89848-391-9